# Elattostachys incisa
Elattostachys incisa är en kinesträdsväxtart som beskrevs av Ludwig Radlkofer. Elattostachys incisa ingår i släktet Elattostachys och familjen kinesträdsväxter. Inga underarter finns listade i Catalogue of Life.